# Joel Mendes Rennó
Joel Mendes Rennó (Belo Horizonte, Minas Gerais, 23 de fevereiro de 1938), é um empresário e engenheiro brasileiro. Graduou-se em engenharia pela Universidade Federal de Itajubá onde foi condecorado com a Medalha do Mérito Theodomiro Santiago . Concluiu pós-graduação nos Estados Unidos na renomada Rensselaer Polytechnic Institute e alcançou título de mestre em Tóquio, Japão.
Foi Secretário-Geral e Vice-Ministro de Minas e Energia no governo do presidente Ernesto Geisel.
Ocupou o cargo de CEO e presidente do conselho de administração da Petrobras durante os dois anos do governo Itamar Franco e durante os mandatos do governo Fernando Henrique Cardoso. Foi a segunda mais longeva gestão da Petrobras, ficando atrás apenas da de José Sérgio Gabrielli. Ainda durante sua gestão, a companhia alcançou recordes de produção, iniciou o Gasoduto Brasil-Bolivia e realizou uma muito criticada venda de ações em bolsa para fins de reforçar seu caixa.
Foi CEO e presidente do conselho de administração da Companhia Vale do Rio Doce (Vale), tendo sido o único Brasileiro a ocupar a presidência tanto da Vale quanto da Petrobras. Foi eleito presidente do conselho de administração da Brasil Ecodiesel e ainda da Mineração Buritirama S.A.
Atualmente é consultor de negócios na cidade do Rio de Janeiro, onde assessora empresas e participa do conselho de diversas companhias.
É casado com Magali Monzo Rennó e possui dois filhos, Joel Mendes Rennó Jr. e Juliana Rennó. Seu filho mais velho, Joel Mendes Rennó Jr, foi durante 10 anos sócio da holding EBX, pertencente à Eike Batista, tendo participado ativamente do que foi chamado à época de Império X. Foi sócio da Bozano Investimentos, Hotel Urbano S.A. e um dos responsáveis pelo lançamento da plataforma digital OLX no Brasil. Apesar da vida discreta, no campo pessoal teve uma série de affairs noticiados pela imprensa. Casou-se em festa para cerca de 1.400 convidados com Larissa Nuzman, filha única de Carlos Arthur Nuzman, ex Presidente do Comitê Olímpico Brasileiro e ex membro titular do Comitê Olímpico Internacional.   

## Polêmica
A trajetória profissional de Joel Mendes Rennó foi marcada, curiosamente, por uma série de atritos com a imprensa local (especialmente após a morte do jornalista Paulo Francis). 
No início de 1997, ano em que Rennó era presidente da Petrobras, o jornalista Paulo Francis, no programa de TV do qual participava, Manhattan Connection, transmitido pelo canal GNT, propôs a privatização da Petrobras e acusou os diretores da estatal de possuírem cinquenta milhões de dólares em contas na Suíça. Durante sua gestão, a empresa também se envolveu em polêmicas com empresas de Singapura.
Como consequência das acusações levantadas pelo jornalista e membros do programa, Rennó iniciou uma ofensiva jurídica nas cortes de Manhattan, Estado de Nova York, culminando com sentença favorável a seu pleito de difamação, calunia e perdas e danos. A indenização concedida pela Justiça Norte-Americana à Rennó foi revertida para projetos ambientais e sócio-culturais financiados pela Petrobras à época, em especial ao Projeto Tamar.

## Filantropia
Rennó e sua esposa, Magali Monzo Rennó, foram durante 7 anos Provedores da Irmandade Imperial do Outeiro da Glória , entidade secular responsável por obras sociais e ainda pela manutenção do Outeiro da Gloria na Cidade do Rio de Janeiro. 
Rennó foi, ainda, voluntário em projetos humanitários relevantes como Associado ao Rotary Club do Rio de Janeiro desde 30 de junho de 2001, sendo seu presidente no período 2014-2015.